# Dischidia benegalensis
Dischidia benegalensis là một loài thực vật có hoa trong họ La bố ma. Loài này được Colebr. mô tả khoa học đầu tiên năm 1818.